# RESCUE
《RESCUE》(레스큐)는 일본의 남성 6인조 아이돌 그룹 캇툰의 10번째 싱글이다.

## 개요
- 대한민국에 정식발매된 3번째 싱글이다.
- 이전 싱글인 《ONE DROP》으로부터 정확히 1개월 후에 발매됐다.
- 타이틀 곡인 〈RESCUE〉는 멤버 나카마루 유이치가 처음 주연을 맡은 드라마 《RESCUE~특별고도구조대》의 주제가이다.

## 수록곡

### 통상판
1. RESCUE
2. 7 DAYS BATTLE
3. RESCUE (오리지널 가라오케)
4. 7 DAYS BATTLE (오리지널 가라오케)

### 첫회 통상반
1. RESCUE
2. 7 DAYS BATTLE
3. On Your Mind - Please come back to me -

### 첫회 한정판
CD
1. RESCUE
2. 7 DAYS BATTLE

DVD
〈RESCUE〉 뮤직 비디오와 메이킹 영상이 들어있다.

## 판매량
| Chart                          | 순위 | 판매량  |
| ------------------------------ | ---- | ------- |
| 오리콘 일간 싱글 차트          | 1    | 143,941 |
| 오리콘 주간 싱글 차트          | 1    | 322,597 |
| 오리콘 월간 싱글 차트          | 2    | 349,987 |
| 오리콘 연간 싱글 차트 (상반기) | 5    | 377,097 |